# Navas de Oro
Navas de Oro è un comune spagnolo di 1 465 abitanti situato nella comunità autonoma di Castiglia e León.